# 핑구어리
《핑구어리》는 2005년 2월 10일에 방송된 설날 특집드라마다.

## 기획 의도
조선족 후예들의 삶과 사랑을 그리는 작품이다. 한국으로 일하러 떠난 아버지를 찾아 한국에 들어왔다가 졸지에 불법 체류자 신세가 되어 버린 선녀가 우여곡절 끝에 한 남자와 결혼하게 되고 점차 사랑을 깨닫는 이야기다.

## 등장 인물
- 홍수현 : 리선녀 역
- 권오중 : 허태풍 역
- 김정현 : 허태호 역
- 이아현 : 김세영 역
- 임현식 : 허만복 역
- 김지영 : 오순심 역
- 정욱 : 강민철 역
- 김환영 : 선남 역
- 리경
- 김명국
- 이승형
- 김희정
- 옥승일
- 김형범
- 백승욱
- 장희진
- 김태영
- 원종례
- 김덕형
- 신범식
- 김환영